# Juan Fernández (Tacoronte)
Juan Fernández es una entidad de población perteneciente al municipio de Tacoronte, en la isla de Tenerife —Canarias, España—.

## Toponimia
El barrio toma su nombre del colonizador Juan Fernández, quien recibió de manos del Adelantado Alonso Fernández de Lugo estas tierras en el antiguo reino guanche de Tacoronte tras la conquista de la isla.

## Geografía
Se localiza en la zona baja del municipio, a cinco kilómetros del centro municipal y a una altitud media de 150 m s. n. m.
El barrio se compone de varias urbanizaciones rodeadas de una extensa zona agrícola, con terrenos dedicados al cultivo del plátano y a plantas ornamentales. Cuenta con un parque y una plaza públicos, así como con un parque infantil. Aquí se encuentran además el club Tagoro y el mirador de El Pris.
En la zona costera del barrio se encuentra un importante yacimiento arqueológico de la cultura guanche. Este yacimiento fue declarado en 2008 Bien de Interés Cultural en la categoría de zona arqueológica.

## Demografía
| Año        | 2000 | 2005 | 2010 | 2015 | 2020 |
| ---------- | ---- | ---- | ---- | ---- | ---- |
| Habitantes | 156  | 154  | 249  | 337  | 332  |

## Comunicaciones
Se llega al barrio principalmente a través de la calle de Juan Fernández.

### Transporte público
En autobús —guagua— queda conectado mediante la siguiente línea de TITSA: 
| Línea | Trayecto                                         | Recorrido     |
| ----- | ------------------------------------------------ | ------------- |
| 023   | Tacoronte - El Pris (por El Calvario y Guayonje) | Horario/Línea |

## Lugares de interés
- Club Tagoro
- Mirador de El Pris
- Zona arqueológica Juan Fernández-La Fuentecilla